# 엑소디옥시리보뉴클레이스
엑소디옥시리보뉴클레이스(영어: exodeoxyribonuclease)는 엑소뉴클레이스인 디옥시리보뉴클레이스이다. 디옥시리보핵산외부가수분해효소(–核酸外部加水分解酵素)라고도 한다. 엑소디옥시리보뉴클레이스는 선형 DNA 말단의 분해를 촉매하는 에스터레이스의 일종이다. 엑소디옥시리보뉴클레이스는 EC 3.1.11로 분류된다.

## 같이 보기
- 뉴클레이스 (핵산가수분해효소)
- 엑소뉴클레이스 (핵산외부가부분해효소)
- 디옥시리보뉴클레이스 (디옥시리보핵산가수분해효소)
- 엑소리보뉴클레이스 (리보핵산외부가수분해효소)